# Rudari
Boyash (o bayash; in romeno băieşi; in ungherese beás; in slovacco bojáš; slavo meridionale bojaši) si riferisce a un gruppo etnico rom che vive in Romania, Ungheria meridionale, Croazia nord-orientale, Vojvodina occidentale, Slovacchia, Balcani, ma anche nel Americhe. I nomi alternativi sono rudari (ludari), lingurari e zlătari.

## Storia
I Boyash sono un ramo/casta dei rom che furono costretti a stabilirsi nel XIV secolo nei Monti Apuseni, in Transilvania. Lavoravano come schiavi nelle miniere (un regionalismo per il mio in rumeno: "baie", dal Medioevo slavo). A causa della loro stretta vicinanza con le persone di lingua rumena, persero l'uso della lingua rom e iniziarono a usare la lingua rumena. Alcuni gruppi appresero nuovamente il romanì quando entrarono in contatto con altri rom che la parlavano, dopo essere emigrati successivamente dalla Romania (ad esempio nell'Ecuador).

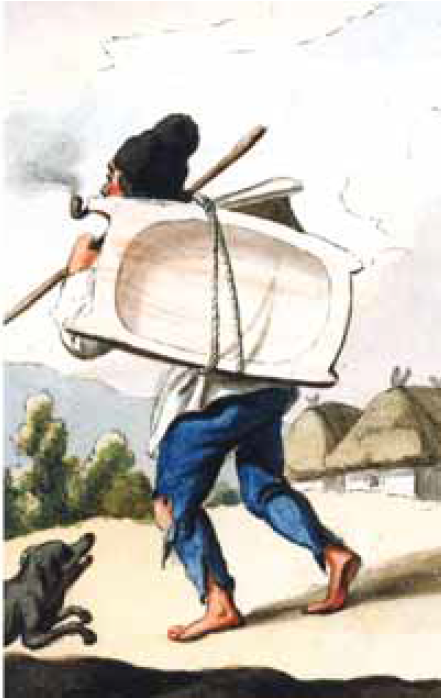
Un bayache trasporta delle impastatrici da vendere

Alla fine del XVI secolo i boyash iniziarono a migrare verso sud, in Valacchia e ad est, in Moldavia, dove furono tenuti come schiavi insieme ad altri gruppi rom (fino a quando la schiavitù fu abolita nel 1855-1856).
Un altro nome per il boyash è rudari che proviene dalla slava ruda ("minerale"). Quando le miniere divennero inefficienti, il popolo boyash fu costretto a riadattarsi guadagnandosi da vivere fabbricando utensili da cucina in legno (lingurari significa "fabbricatori di cucchiai" in rumeno; in serbo ruda, in Ungherese rud, in rumeno il significato di rudă è "parente", ma anche "asta, palo, bastone"). Il soprannome kashtale ("falegnami") è stato dato loro dai rom di lingua romanì ed è rimasto in questa lingua una parola usata in generale per i rom che non parlano la lingua romanì.
Dopo il periodo in cui avevano iniziato a produrre utensili in legno, si sono divisi in comunità isolate. La conseguenza di ciò è che al giorno d'oggi parlano un dialetto arcaico distinto del rumeno, con prestiti da altre lingue circostanti.

## Popolazione
Dopo la liberazione di rom dalla schiavitù (entro la metà del XIX secolo), molti emigrarono in altri paesi, in particolare Ungheria e Balcani, ma anche nelle Americhe, in Sudafrica e in Australia.
Nel 1993, circa 14.000 dei 280.000 Rom ungheresi registrati erano Boyash.
In Croazia, i Boyash si insediarono in diverse piccole comunità lungo il confine ungherese nelle regioni di Međimurje, Podravina, Slavonia e Baranja e nella contea Apatin di Vojvodina, in Serbia. Nel 2005, l'alfabeto della lingua Boyash in Croazia venne pubblicato per la prima volta a Zagabria dall'HBK Glas Koncila nel Catechismo cattolico. Nel 2007, la prima Bibbia - una Bibbia per bambini - fu pubblicata da OM EAST in Austria e facilitata da Romani Bible Union.

## Nome in altre lingue
In inglese, il nome comunemente accettato per il gruppo etnico è boyash, tuttavia nella Bulgaria contemporanea i termini ludari e rudari sono di uso comune, mentre in Romania entrambi i termini sono presenti in una forma: rudari e băieşi.
Per lo stesso gruppo etnico in Ungheria e Croazia vengono ora ufficialmente utilizzati i termini beyash e bayash (bajaši). L'etnonimo banyash (che significa "minatore") in Serbia è noto solo tra il gruppo insediato nella regione di Bačka, che vive lungo il fiume Danubio, vicino al confine con Croazia e Ungheria. Questo termine è solo sporadicamente compreso e non viene utilizzato da nessun altro gruppo banyash nella regione serba del Banat, ad esempio il villaggio di Uljma.
Gli altri nomi utilizzati sono conosciuti per via dei mestieri: oltre a rudari/ludari ("minatori", dalla parola "ruda" che in serbo e bulgaro significa "minerale, metallo") sono noti come kopanari ("fabbricanti di culle", dal "kopanja" che in serbo e bulgaro ha il significato di "scatola di legno"), koritari ("trogolo- produttori "), lingurari ("fabbricatori di cucchiai", "lingură" in rumeno viene chiamato "cucchiaio"), ursari (la parola "urs" in rumeno è orso) o mechkara ("addestratori di orsi").

## Istruzione
L'istruzione in lingua rumena è disponibile solo per i banyash che vivono nei villaggi rumeni nel serbo Banat, così come in Ungheria, nel sottodialetto beás della lingua rumena parlata dalle comunità di boyash nell'Ungheria (centrale e occidentale).
Negli ultimi anni ci sono stati diversi tentativi, per conto di organizzazioni non governative locali nella regione della Bačka orientale, di introdurre lezioni opzionali in rumeno. Secondo i dati del 2004 della ricerca sul campo, solo due di questi progetti sono ancora in corso: lezioni opzionali in rumeno nel villaggio di Vajska e scuola materna nel dialetto di Ardeal in Bački Monoštor, a cui hanno partecipato complessivamente 20 alunni.